# Ginette Hamelin
Ginette Hamelin, épouse de Jacques Hamelin, née à Clermont-Ferrand le 4 mars 1913 et morte à Ravensbrück le 14 octobre 1944, est une ingénieure et architecte française, militante communiste et résistante, officier de renseignement des Francs-tireurs et partisans, morte en déportation. 

## Biographie
Ginette Sylvère est née à Clermont-Ferrand dans le Puy-de-Dôme, en France, le 4 mars 1913. Son père, le commandant Antoine Sylvère, a dirigé un maquis important dans le sud-ouest.
Sa sœur, Jany Sylvaire (1921-2018), est chanteuse lyrique.

### Formation, première architecte diplômée de l'ETP
Elle entreprend des études d'ingénieur et d'architecture. Elle devient la première femme diplômée ingénieur architecte de l'École des travaux publics. Elle adhère aux Jeunesses communistes en 1934. Elle épouse Jacques Hamelin, polytechnicien, beau-frère du futur premier ministre Jacques Chaban-Delmas ; son mari sera tué en 1940.

### Résistance, déportation
Pendant la Seconde Guerre mondiale, Ginette Hamelin fait partie de la Résistance à partir de 1941. Elle participe au Front national de lutte pour la libération et l'indépendance de la France, puis lutte avec les Francs-tireurs et partisans (FTP), et devient responsable d'un service de renseignement, avec le grade de sous-lieutenant.

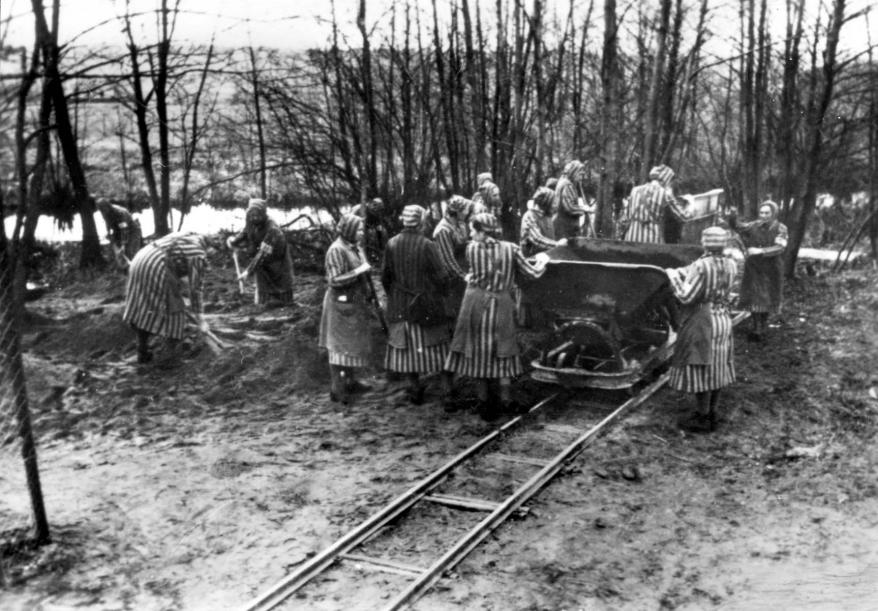
Ginette Hamelin est déportée à Ravensbrück en août 1943 et y meurt le 14 octobre 1944.

Arrêtée le 13 avril 1943 par la police française, elle est d'abord enfermée à la Conciergerie, puis transférée au siège de la Gestapo, rue des Saussaies. Elle est mise au secret pendant un mois à la prison de Fresnes avant de rejoindre le camp de Romainville. Elle est ensuite déportée à Ravensbrück le 29 août 1943. Elle y est décrite d'abord « brune et fine », « très aimable et très souriante », faisant les plans d'architecte de villas de rêve. 
Plus tard, elle ne semble plus qu'un squelette encore plus maigre que les autres. Ginette Hamelin meurt à Ravensbrück le 14 octobre 1944.

## Décorations
Elle reçoit, à titre posthume, les décorations suivantes :
- Chevalier de la Légion d'honneur (1957)[6] ;
- Médaille de la Résistance française (1957)[7].

## Hommages

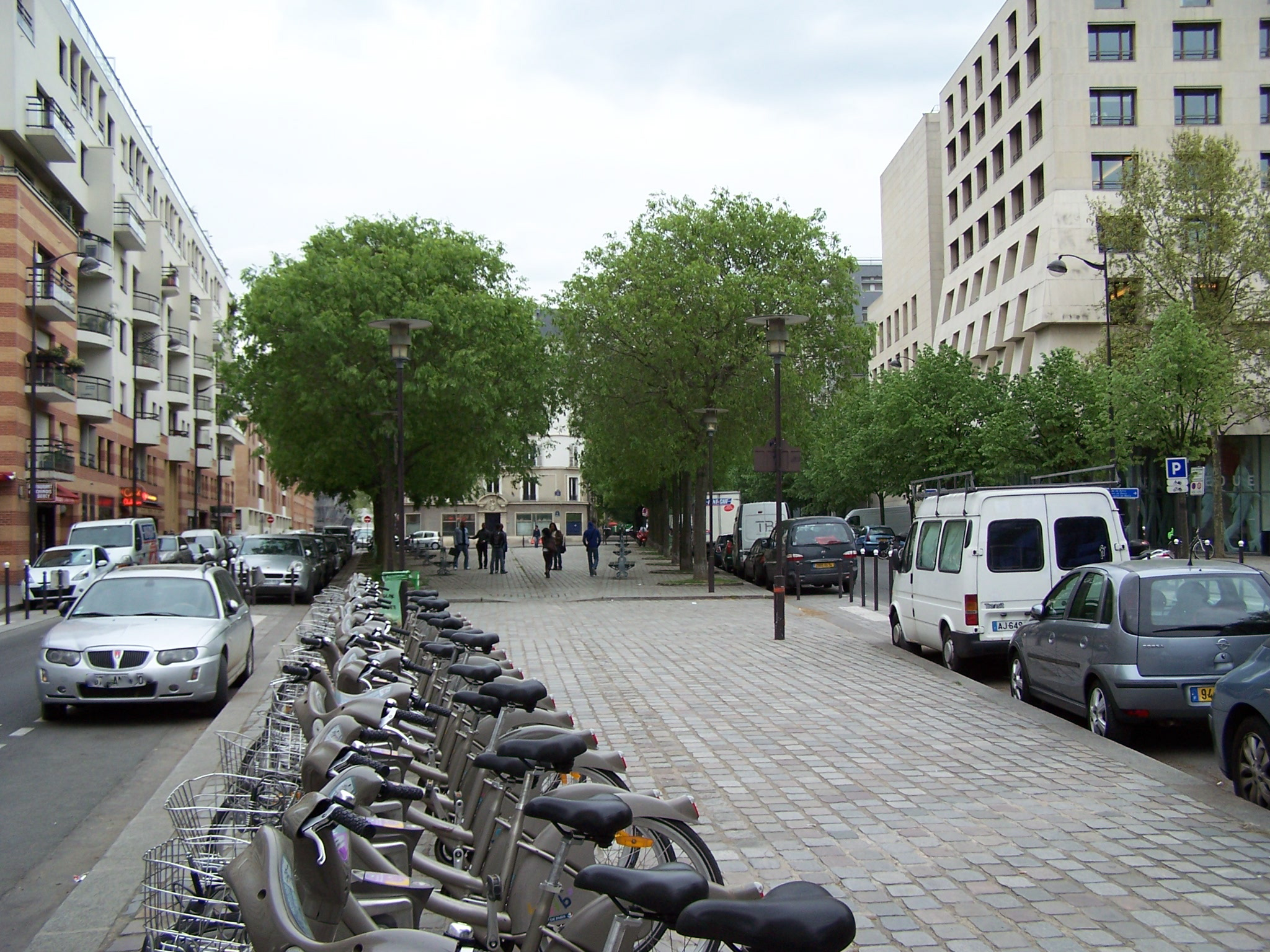
Place Ginette-Hamelin à Paris, dans le 12e arrondissement.

- La place Ginette-Hamelin porte son nom à Paris, dans le 12e arrondissement, depuis 2003[3].
- Son nom est inscrit sur les monuments aux morts de Joigny et d'Auxerre[1].